# Az első szerelem
Az első szerelem (First Love 初恋; First Love Hacukoi; Hepburn: First Love Hatsukoi) japán televíziós sorozat, melyet a Netflix tűzött műsorra 2022. november 24-én Szató Takeru és Micusima Hikari főszereplésével. A sorozat japán címe két Utada Hikaru-dal címére utal.

## Cselekmény
A sorozat egy férfiról és egy nőről szól, akik 1990-ben találkoztak, együtt nőttek fel a 2000-es években és most újra összehozza őket a sors, így visszaemlékeznek az első szerelemre. Jae légiutaskísérő akart lenni, de balesetet szenvedett, Harumicsi pedig pilóta volt a katonaságnál, de végül másképp alakult az élete.

## Szereplők
- Micusima Hikari mint Nogucsi Jae; magyar hangja: Horváth Lili
  - Jagi Rikako mint fiatal Jae; magyar hangja: Laudon Andrea
- Szató Takeru mint Namiki Harumicsi; magyar hangja: Seder Gábor
  - Kido Taiszei mint fiatal Harumicsi; magyar hangja: Baráth István
- Kaho mint Cunemi
- Minami mint Namiki Jú
- Nakao Akijosi mint Bondzsi; magyar hangja: Berkes Bence
- Araki Tova mint Cuzuru; magyar hangja: Kálmán Barnabás
- Jamada Aoi mint Komori
- Hamada Gaku mint Ótaro; magyar hangja: Seszták Szabolcs

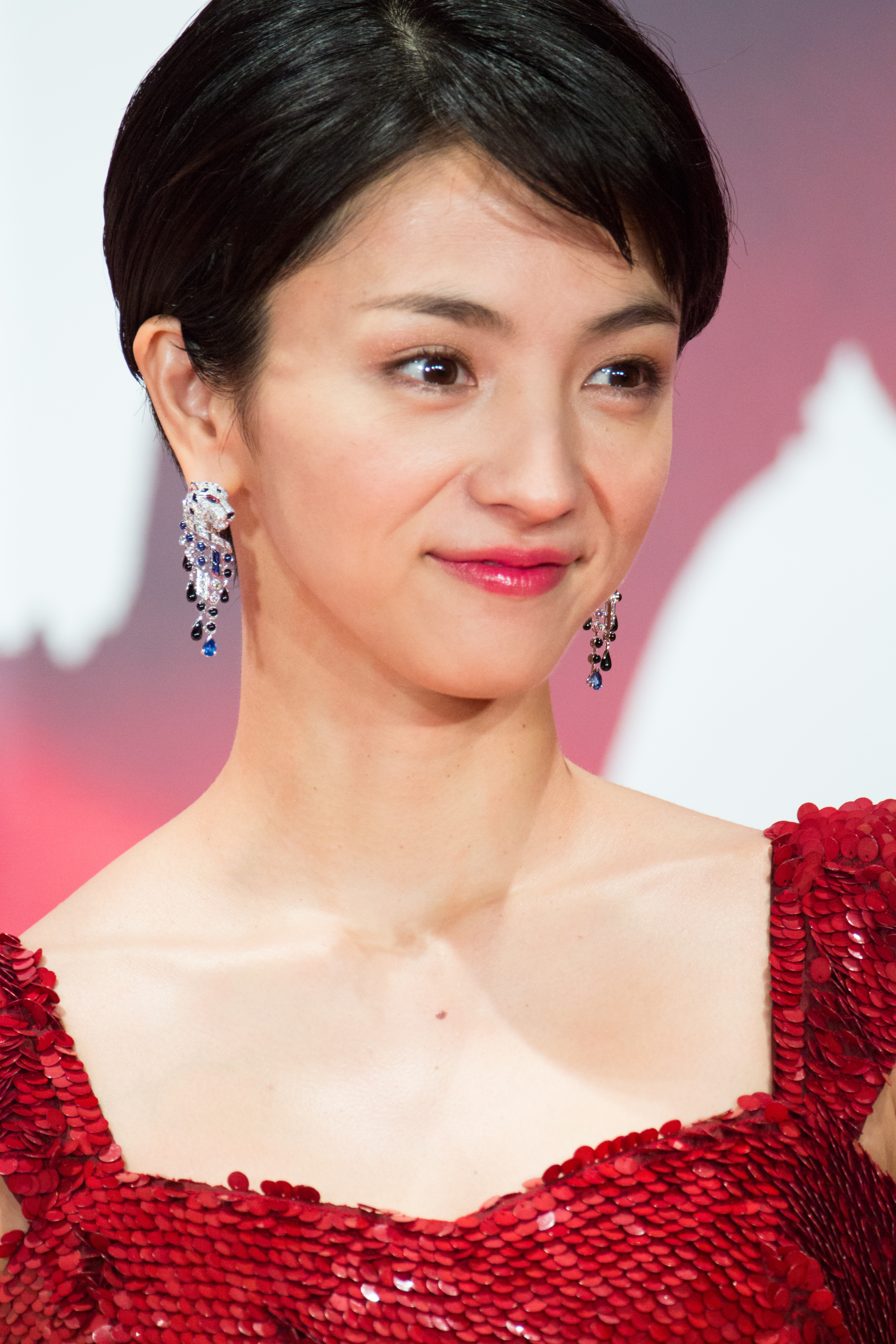
Micusima Hikari
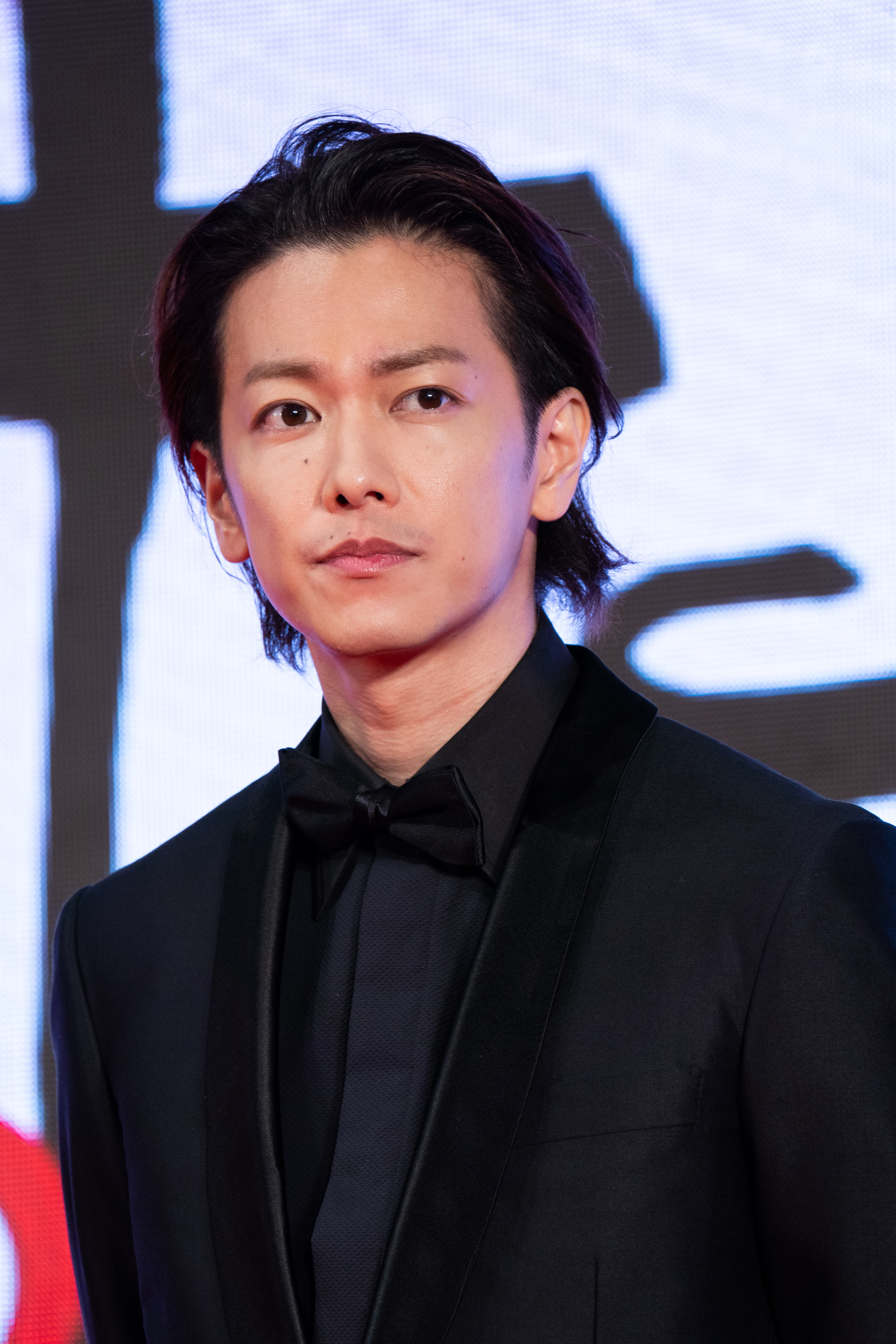
Szató Takeru

## Fogadtatás
Phil Harrison a The Guardiantől úgy vélte, hogy a sorozat „ízléses, idealizált és időnként kissé antiszeptikus: egy Marie Kondo által tervezett romantika.”